# Abu-l-'Atahiya
Abū l-ˤAtāhiyya (أبو العتاهية, numele complet: Abu Isħaq Ismā'īl ibn Qāsim al-ˤAnazī إسماعيل بن القاسم العنزي، بن سويد العيني)
(828 - 748) a fost poet arab.

## Viața
S-a născut în 748 la 'Aynu t-Tamar, localitate situată în provincia irakiană Al-Anbar.
Și-a petrecut tinerețea la Kufa, unde o perioadă a practicat comerțul cu articole de olărit, activitate pe care a continuat-o și după ce s-a mutat la Bagdad.
Devine cunoscut prin versurile sale, în special prin cele adresate lui ˤUtba, iubita califului abbasid Al-Mahdi, care apoi îl întemnițează considerându-se ofensat.
Restul vieții îl petrece practicând asceza și moare în 828, în perioada domniei califului Al-Mamun.

## Opera
Lirica sa evită convenționalismul, manierismul și artificialitatea specifice epocii.
A căutat noi forme metrice și a folosit o limbă simplă, apropiată de vorbirea cotidiană.
Este considerat unul dintre primii poeți filozofi arabi.
O mare parte a liricii sale are ca temă viața cotidiană și etica, abordând un ton pesimist, motiv pentru care a fost suspectat de erezie.